# Михайлівка (Привільненська сільська громада)
Миха́йлівка — село в Україні, у Привільненській сільській громаді Баштанського району Миколаївської області. Населення становить 184 особи.

## Історія
Село розміщене на степовій річці Громоклії, давня татарська назва котрої була Аргамакли. До заснування села — принаймні, станом на 1770-ті роки, на місці Михайлівки (як і довкола неї) існувало кілька козацьких зимівників. Ці терени слугували кордоном Запорозьких Вольностей з Османською імперією, юридично встановленим 1705 року.
Засноване близько у другій половині XVIII століття, імовірно постало на місці одного із зимівників. Свою назву поселення отримало від імені його засновника, власника цієї земельної дачі, штаб-лікаря Михайла Вейланда. За повідомленнями кінця 19 століття поселенці до Михайлівки прибули з Київської губернії, згодом — 1816 року на поселення прибули іще 43 особи. Практично одночасно з виникненням Михайлівки навпроти села на тракті, що сполучав Миколаїв та Єлисаветград, постала поштова станція Вейландова, при якій існувала придорожна корчма. За даними п'ятої ревізії (1795 року) у Михайлівці нараховувалося 84 чоловіка та 52 жінки. За непрямими даними можна стверджувати, що поселенці — принаймні певна частина, прибули з околиць Єлисаветграда.
Мешканці Михайлівки були парафіянами церкви у Кашперо-Миколаївці. За даними 1859 року в селі було 35 дворів, 155 чоловіків та 133 жінки.
Станом на 1886 у селі Привільнянської волості Херсонського повіту Херсонської губернії мешкало 300 осіб, налічувалось 63 дворових господарства, існувала лавка. За статистикою 1887 року в селі було 74 двори (70 селянських, 1 — жидівське та 2 — міщанських), 188 чоловіків та 169 жінок. В цей час щодо Михайлівки паралельно вживалися ще назви — Жоховська, Линарка та Шаблевича.
Станом на 1896 рік у Михайлівці нараховувалося вже 104 двори та 492 мешканці (258 чоловікі та 234 жінки), а в 1909 році — 109 дворів та 658 жителів. В користуванні знаходилося 649 десятин надільної землі
В роки розкуркулення та більшевицької примусової колективізації було доведено до зубожіння багатьох заможних михайлівців — зокрема, родину Михайла Дмитровича Жупаненка.

## Населення
Згідно з переписом УРСР 1989 року чисельність наявного населення села становила 128 осіб, з яких 54 чоловіки та 74 жінки.
За переписом населення України 2001 року в селі мешкали 184 особи.

### Мова
Розподіл населення за рідною мовою за даними перепису 2001 року:
| Мова       | Відсоток |
| ---------- | -------- |
| українська | 80,43 %  |
| російська  | 11,41 %  |
| болгарська | 2,72 %   |
| молдовська | 1,09 %   |
| білоруська | 0,54 %   |
| інші       | 3,81 %   |